# Pepe (Fußballspieler, 1935)
Pepe, bürgerlich José Macia (* 25. Februar 1935 in Santos), ist ein ehemaliger brasilianischer Fußballspieler und späterer -trainer. Er wurde 1958 und 1962 – wenn auch jeweils ohne Einsatz – Weltmeister.

## Spielerkarriere

### Vereinskarriere

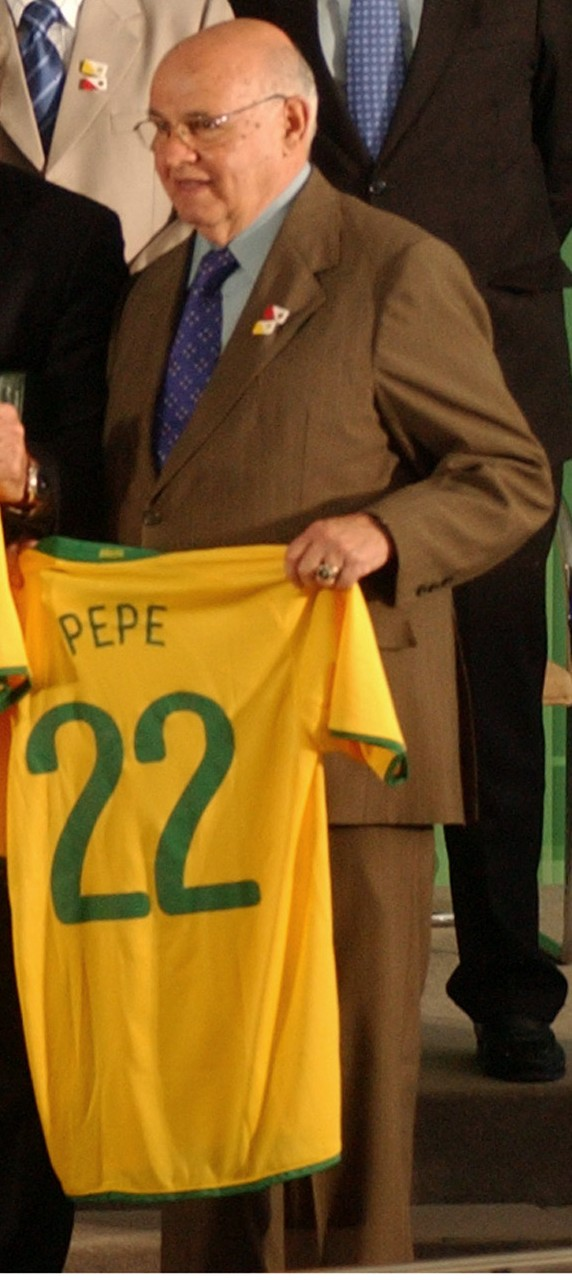
Pepe (2008)

José Macia, in jener Zeit besser als Pepe oder auch Canhão da Vila bekannt war, spielte während fast seiner gesamten Karriere für seinen Heimatverein FC Santos.
1951 kam er als sechzehnjähriger vom São Vicente AC zu Santos. 1954 gelang ihm hier der Sprung in die erste Mannschaft. Beim FC Santos war Pepe Teil der erfolgreichen Mannschaft des Vereins in den frühen Sechzigerjahren, als das Team um Pelé, Zito, Coutinho, Torhüter Gilmar und eben Pepe zweimal die Copa Libertadores gewann. In der dritten Auflage des wichtigsten Turniers für Vereinsmannschaften in Südamerika, der Copa Campeones de América 1962, gewann der FC Santos im Endspiel gegen Peñarol Montevideo, das zuvor beide Copa Libertadores-Titel gewonnen hatte. Das Hinspiel im Estadio Centenario von Montevideo gewann Santos mit 2:1, doch im Rückspiel im Estádio Urbano Caldeira verlor man mit 2:3, sodass ein Entscheidungsspiel nötig wurde. Dieses gewann der FC Santos durch ein Eigentor von Omar Caetano und zwei Tore von Pelé mit 3:0. Pepe wurde nur im Entscheidungsspiel eingesetzt. Im Jahr darauf erreichte der FC Santos erneut das Endspiel um die Copa Libertadores. Gegen die Boca Juniors aus Argentiniens Hauptstadt Buenos Aires war man mit 3:2 und 2:1 erneut siegreich. Pepe wurde dabei in beiden Finalspielen eingesetzt, ein Tor gelang ihm nicht. Neben den Siegen in der Copa Libertadores gewann Pepe mit Santos während seiner Laufbahn elfmal die Staatsmeisterschaft von São Paulo, viermal das Torneio Rio-São Paulo und zweimal den Weltpokal. Zudem wurde er mit Santos von 1961 bis 1965 fünfmal in Serie brasilianischer Fußballmeister, in den gleichen Jahren gelang auch der Gewinn des nationalen Pokals. Pepe beendete seine aktive Karriere im Jahre 1969 nach 750 Spielen und 405 Toren für den FC Santos (zweit meiste für Santos nach Pelé, Stand Juli 2020). Er gilt als bester Spieler in der Vereinsgeschichte des FC Santos hinter Pelé.

### Nationalmannschaft
In der brasilianischen Fußballnationalmannschaft wurde Pepe zwischen 1956 und 1963 34 Mal eingesetzt. In diesen 34 Spielen gelangen ihm 16 Tore. Mit der brasilianischen Nationalmannschaft nahm er an zwei Fußball-Weltmeisterschaften teil. Beim Weltturnier 1958 wurde er allerdings wie auch bei dem von 1962 nicht eingesetzt. Dennoch ist er zweimaliger Gewinner der Fußball-Weltmeisterschaft, da die brasilianische Mannschaft beide Weltmeisterschaften gewinnen konnte. 1958 in Schweden gewann man das Finale mit 5:2 gegen den Gastgeber, 1962 mit 3:1 gegen die Tschechoslowakei. Für Pepe war ein Freundschaftsspiel 1963 gegen England sein wichtigstes. In dem Spiel erzielte kurz vor Schluss das Tor zum 1:1-Ausgleich. Er war Stolz auf das Lob des englischen Torhüters Gordon Banks, welcher ihn lobte und sagte, dass er den Ball nicht mal hat kommen sehen.

## Trainerkarriere
Nach dem Ende seiner aktiven Laufbahn wurde Pepe Fußballtrainer. Zunächst trainierte er 1973 den FC Santos, mit dem er erneut die Staatsmeisterschaft von São Paulo gewinnen konnte. Nach nicht einmal einem Jahr endete seine Zeit in Santos aber schon wieder, da er nur Interimstrainer war. 1985 wurde er Coach bei Fortaleza EC. Mit dem Verein gewann er die Staatsmeisterschaft von Ceará. Von 1986 bis 1988 trainierte er AA Internacional aus Limeira im Hinterland des Bundesstaates São Paulo, dem er zu den größten Erfolgen der Vereinsgeschichte verhelfen konnte: die Staatsmeisterschaft von 1986, die in zwei Spielen im Morumbi-Stadion von São Paulo Ende August und Anfang September vor 104.000 und 65.000 Zusehern durch ein 0:0 und 2:1 gewonnen wurde. Das war zugleich die erste Meisterschaft eines Vereins aus dem Hinterland.
Daraufhin wurde er vom FC São Paulo verpflichtet, mit dem er die nationale Brasilianische Meisterschaft von 1986 gewinnen konnte, die im Februar 1987 nach einem 1:1 zu Hause vor 81.000 Zusehern im Morumbi im Rückspiel in Campinas nach einem Stand von 3:3 nach 120 Minuten – Antônio de Oliveira Filho „Careca“ glich für den SPFC gerade noch in der 119. Minute aus – im Elfmeterschießen mit 4:3 gewonnen wurde.
1987 bis 1988 war er beim portugiesischen Erstligisten Boavista Porto, den er in der Spielzeit 1987/88 auf den fünften Platz in der Primeira Divisão führte, bis dahin die beste Ligaplatzierung aller Zeiten. Die folgende Saison begann wenig begeisternd: Nach dem 17. Spieltag standen sechs Niederlagen sechs Siege gegenüber, und die Mannschaft war abgeschlagen auf dem 13. Platz. Das bedeutete, dass sich Pepe und Boavista Ende der zweiten Dezemberwoche voneinander trennten. Sein Nachfolger Raúl Águas, Neffe von Benfica-Altstar José Águas, fuhr nurmehr zwei Niederlagen ein, und die Mannschaft verbesserte sich sogar noch auf den dritten Rang bis zum Saisonende.
Noch im Januar 1989 begann er seine vierte Amtszeit in Limeira. Als Nachfolger von Levir Culpi führte er Inter durch die letzten vier Partien der Divisão Especial do Campeonato Brasileiro, wie die zweite nationale Leistungsstufe damals genannt wurde. Hier sicherte sich die Mannschaft in drei Spielen den nach 1982 zweiten Ausflug in die nationale Erstklassigkeit und konnte sich nach einem 2:1-Finalsieg über Náutico Capibaribe auch Meister des Wettbewerbs von 1988 (!) nennen.
1989 coachte er zudem die peruanische Fußballnationalmannschaft für kurze Zeit. Es folgten daraufhin ein paar Trainerstationen in Brasilien und Japan, zuletzt fungierte er als Übungsleiter beim Guarani FC. Mit dem japanischen Verein Tokyo Verdy holte er 1991/92 die japanische Fußballmeisterschaft.
Im Juli 1996 führt er Inter de Limeira durch ein 4:0 über die AA Portuguesa aus Santos zum Wiederaufstieg in erste Liga von São Paulo.
Als er von 2004 bis 2005 für Al-Ahli SC aus Katar verantwortlich war, trainierte er mit Pep Guardiola zusammen, der heute als einer der besten Trainer der Welt gilt.

## Trivia
Pepe wurde zuhause an einem Karnevalsmontag als Sohn von José Macia inmitten von Straßenfeiern geboren. Der Vater beabsichtigte, ihn als José Macia Filho registrieren zu lassen. Durch einen Fehler des Notars erhielt er aber den gleichen Namen wie sein Vater und wie dieser später auch den Spitznamen Pepe, da die Familie spanischen Ursprungs ist und dies eine Art ist, José auf Spanisch zu verniedlichen.
Pepe hat einen YouTube-Kanal namens Canal Pepe 11. Hier erzählt er mit Hilfe seiner Tochter Gisa einige der Abenteuer, die er während seiner Karriere erlebt hat.

## Erfolge

### Als Spieler
Nationalmannschaft
- Weltmeister: 1958, 1962 (jeweils ohne Einsatz)

Santos FC
- Weltpokalsieger: 1962, 1963
- Copa Libertadores: 1962, 1963
- Supercopa Sulamericana dos Campeões Intercontinentais: 1968
- Brasilianischer Meister als Gewinner der Taça Brasil: 1961, 1962, 1963, 1964, 1965
- Torneio Rio-São Paulo: 1959, 1963, 1964, 1966
- Staatsmeisterschaft von São Paulo: 1955, 1956, 1958, 1960, 1961, 1962, 1964, 1965, 1967, 1968

### Als Trainer
Brasilianischer Meister
- mit FC São Paulo: 1986

Japanischer Meister
- mit Yomiuri Verdy 1992

Brasilianischer Meister der zweiten Liga
- mit AA Internacional (Limeira, SP): 1988
- mit Athletico Paranaense: 1995

Staatsmeisterschaft von São Paulo
- mit FC Santos: 1973
- mit AA Internacional (Limeira, SP): 1986

Staatsmeisterschaft von Ceará
- mit Fortaleza EC 1985

## Auszeichnungen
- Torschützenkönig Torneio Rio-São Paulo: 1961 (9 Tore)
- 1966 wurde ihm für seine außerordentliche Fairness der Prêmio Belfort Duarte verliehen
- 1992/93 wurde er zum Trainer des Jahres in Japan erkoren.